# هشام عبد الله (لاعب)
هشام عبد الله ، لاعب كرة قدم بحريني سابق.
و قد لعب مع منتخب البحرين لكرة القدم.

## كأس الخليج 1988
و قد سجل هدف في مرمى منتخب قطر لكرة القدم.